# Station Merano-Meran
Station Merano-Meran is een spoorwegstation in de stad Meran (Merano) (Zuid-Tirol, Italië) op de Burggrafenspoorlijn van Bolzano naar Meran (Merano). Van hier liep een spoorlijn naar Mals (Malles Venosta), ook bekend als de Vintzgouwspoorlijn (Ferrovia della Val Venosta).
Het station werd in 1906 geopend en verving een station dat in 1881 geopend werd.
De stationsnaam wordt volgens de regels van Trenitalia in het Italiaans aangegeven, gevolgd door het Duits als lokale taal.